# Файервол (физика)
Файрвол (в нефизическом универсальном толковом словаре фа́йрво́л) (англ. firewall) чёрной дыры — гипотетическое явление, при котором наблюдатель, который попадает в старую чёрную дыру, встречает высокоэнергетические кванты возле горизонта событий. Парадокс файрвола был предложен в 2012 году Ахмедом Альмхеири, Дональдом Маролфом, Джозефом Полчински и Джеймсом Салли как возможное решение очевидного несоответствия в комплементарности чёрных дыр. Предложение иногда называют AMPS firewall по аббревиатуре фамилии авторов. Использование файервола для разрешения этого противоречия остается спорным, так как с 2013 года мнения физиков высоких энергий разделились относительно разгадки парадокса.
Хуан Малдасена и Леонард Сасскинд предположили, что частицы в запутанном квантовом состоянии соединены крошечными «кротовыми норами».